# Château supérieur d'Arnad
Le château supérieur d'Arnad se situe à Arnad, dans la basse Vallée d'Aoste, sur un promontoire naturel dominant le hameau Ville, à l'entrée du vallon de Machaby.

## Histoire

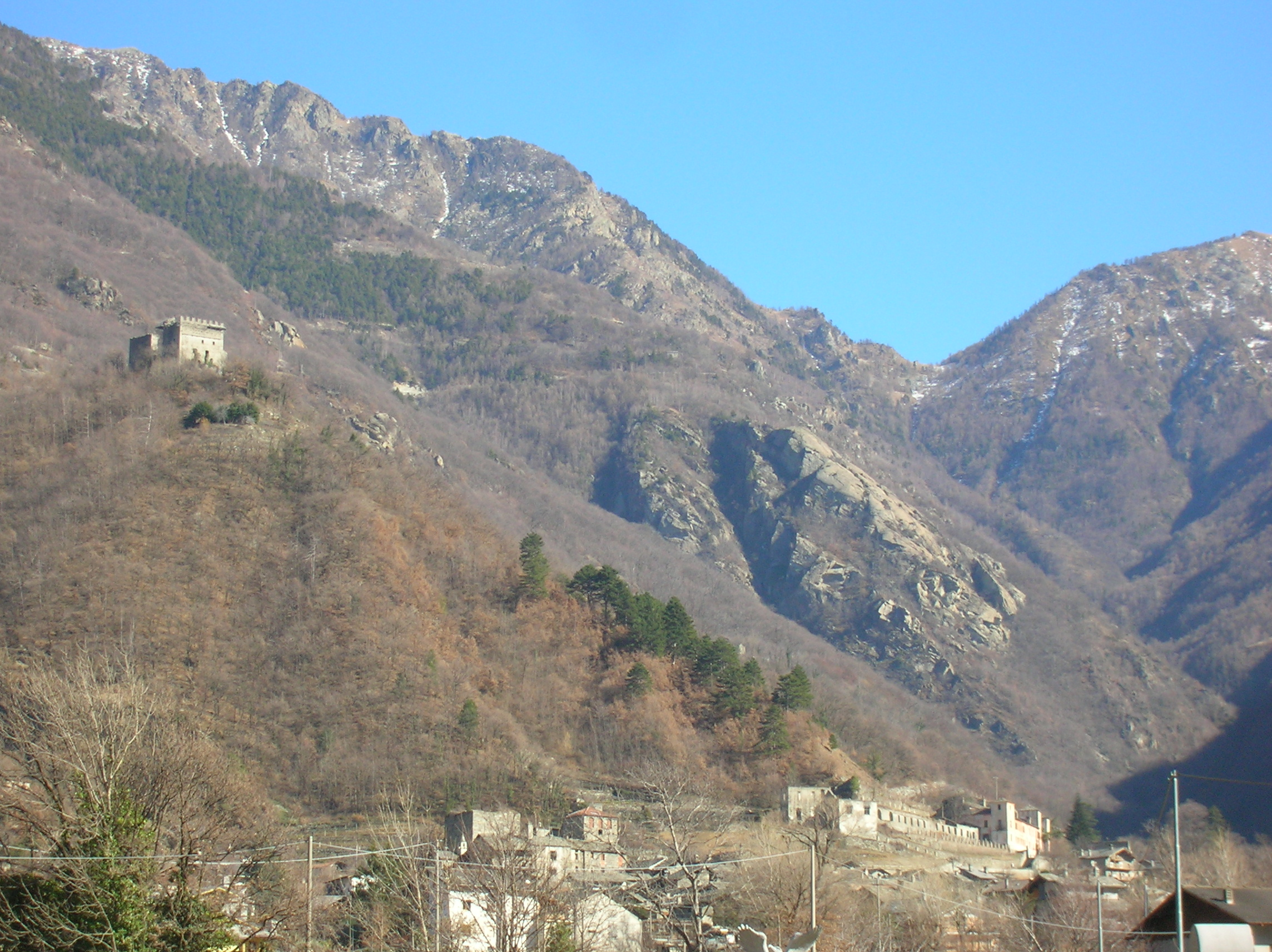
Les châteaux d'Arnad : en haut à gauche, le château supérieur ; en bas au centre, la maison forte de la côte ; et en bas à droite, le château inférieur.

Le château supérieur d'Arnad est cité pour la première fois dans une bulle papale de 1207 par la chapelle Sainte-Marie-Madeleine et Saint-Michel, mais ses premiers propriétaires ne sont pas définis de façon claire.
Une première hypothèse affirme qu'il a été construit par Xavier d'Arnad (ou en général par la famille de Arnado) au XIIe ou au XIIIe siècle.
Une seconde hypothèse affirme qu'il appartenait déjà au XIIe siècle aux seigneurs de Bard, reçu comme cadeau des ducs de Savoie à Guillaume de Bard. Selon cette hypothèse, Guillaume reçut également le château de Pont-Saint-Martin après la lutte armée contre con frère Hugues. Pour des raisons économiques, ce château fut cédé aux Vallaise en 1293, qui y ont habité au cours du XIVe siècle accueillant notamment Amédée VI de Savoie pour un déjeuner.
Les Vallaise, qui ont fait bâtir la partie centrale, les cheminées et les fresques, l'ont abandonné à partir du XVe siècle pour se déplacer à la maison forte de la côte.
Aujourd'hui, il est privé et fermé au public.

## Curiosité
Les scènes au musée du film Le crime est notre affaire (2008) de Pascal Thomas ont été tournées dans ce château.

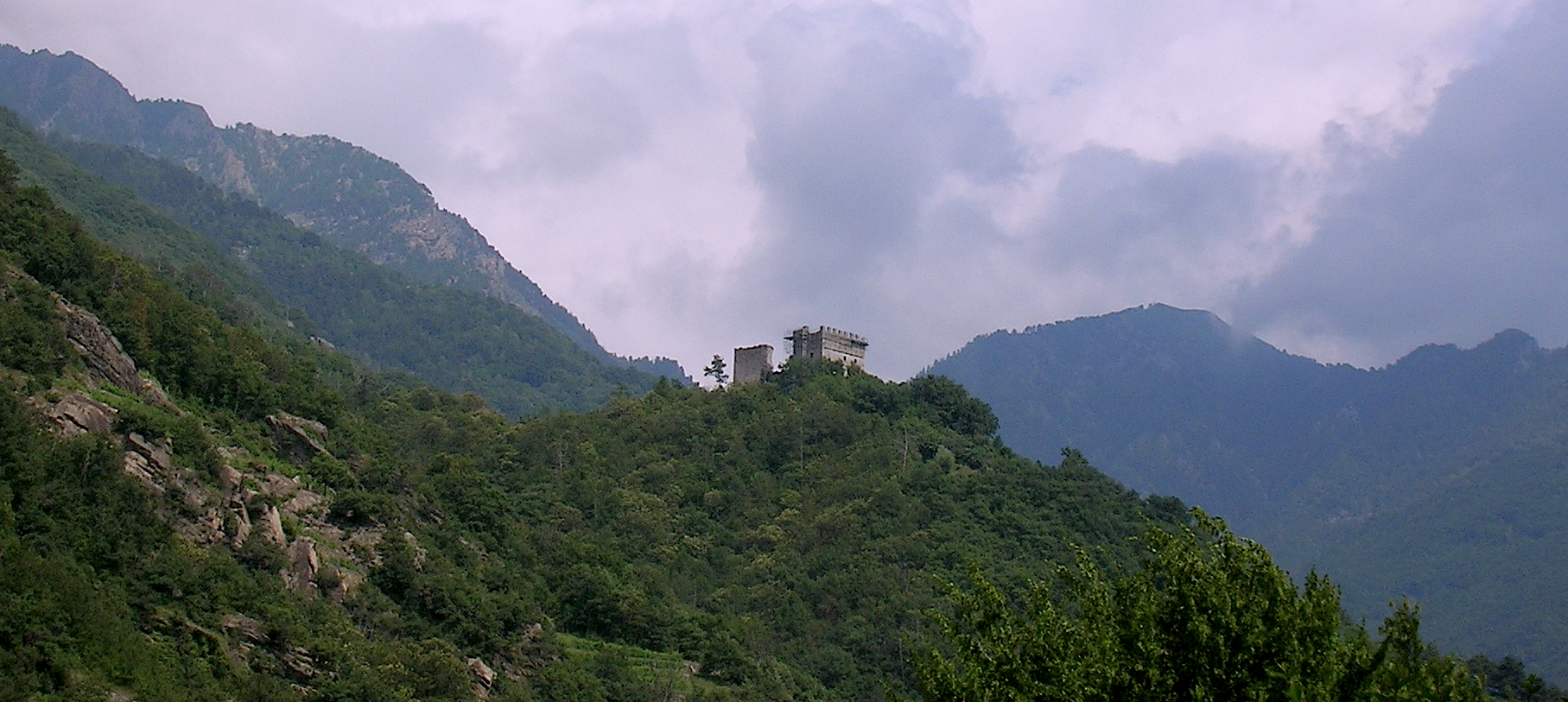
Vue panoramique